# Josué De Decker
Josué De Decker (Zeveren, 30 augustus 1879 - Den Haag, 25 november 1953) was een Vlaams activist.

## Levensloop
Na humaniora aan het koninklijk atheneum in Gent, promoveerde De Decker aan de Gentse universiteit tot doctor in de klassieke filologie en studeerde nog verder in Parijs en Berlijn. Hij werd vervolgens leraar aan het koninklijk atheneum in Sint-Gillis. Hij publiceerde over Latijnse letterkunde en Romeinse geschiedenis. Hij was kandidaat om tot hoogleraar te worden benoemd in Gent, maar de oorlog die in augustus 1914 uitbrak, verhinderde zijn benoeming.
Sinds zijn studententijd was hij Vlaamsgezind. Hij was bestuurslid van 't Zal wel gaan, nam deel aan de Vlaamse Filologencongressen en werd bevriend met Jozef Goossenaerts en Adiel Debeuckelaere. Tijdens de Eerste Wereldoorlog trad hij toe tot het activisme. Hij ontwikkelde vertrouwenscontacten met de bezetter en hij bereidde, samen met Pieter Tack, in 1916 de opening voor van de Gentse Nederlandstalige universiteit, waarin hij zelf benoemd werd tot hoogleraar klassieke talen.
In februari 1917 werd hij lid van de Raad van Vlaanderen en speelde van daaruit een belangrijke rol bij de bestuurlijke scheiding. Hij werd benoemd tot secretaris-generaal van het departement wetenschappen, kunsten en onderwijs. Hij was ook lid van de Tweede Raad van Vlaanderen.
Na de oorlog werd hij bij verstek ter dood veroordeeld. Hij was ondertussen naar Nederland gevlucht en werd in 1935 Nederlands staatsburger. Hij was vanaf 1919 leraar aan een lyceum in Amsterdam. Tijdens de Tweede Wereldoorlog volgde hij de afgezette Joodse hoogleraar Cohen op als docent aan de Gemeentelijke Universiteit Amsterdam, maar werd onvermijdelijk na de Bevrijding afgezet.
In 1919 werd hij voorzitter van het Vlaamsch Comité, dat vanuit Den Haag en aanvankelijk met Duitse steun, gedurende een tijd uitgeweken activisten financieel bleef ondersteunen. Hij organiseerde anti-Belgische agitatie, in samenwerking met Robrecht De Smet, vooral in het door beiden gestichte tijdschrift Vlaanderen waarin alleen de Groot-Nederlandse gedachte werd aangehangen en ze sterk van leer trokken tegen al wie de Vlaamse strijd binnen het Belgische kader wilde voeren.
Tegenover Duitsland werd De Decker argwanend en geloofde niet meer in steun voor Groot-Nederland van die kant. Dit maakte dat hij zich tijdens de Tweede Wereldoorlog afzijdig hield.
Zijn zwak gestel maakte ook dat hij nog weinig actief was en langdurig in een Haags sanatorium verbleef, waar hij overleed.